# NGC 2886
NGC 2886 is een meervoudige ster in het sterrenbeeld Waterslang. Het hemelobject werd op 1 februari 1837 ontdekt door de Britse astronoom John Herschel. Door de schaarste aan sterren in deze groep, slechts vier sterren, kan dit object gerangschikt worden in de lijst van de telescopische asterismen.